# Wilhelm von Bonin (Verwaltungsbeamter)
Wilhelm Friedrich Fürchtegott von Bonin (* 18. November 1786 in Stargard in Pommern; † 18. Januar 1852 in Stettin) war Oberpräsident der preußischen Provinz Pommern.

## Leben

### Herkunft
Wilhelm von Bonin stammte aus der hinterpommerschen uradligen Familie von Bonin. Seine Eltern waren Otto Friedrich Fürchtegott von Bonin (* 1757; † 1833) und dessen Ehefrau Luise Frederike Wilhelmine, geborene von Tschirschky (* 1763; † 1836). Sein Vater war Landschaftsdirektor des Stargardschen Departements der Pommerschen Landschaft sowie Besitzer mehrerer großer Güter wie Elvershagen, Niederhagen A, Oberhagen und Karnitz.

### Werdegang
Bonin war zunächst wie sein Vater auf der Ritterakademie Brandenburg, Zögling 784,von 1799 bis 1803. Dann war er nach dem Studium in halle an der Saale Regierungsassessor in Stettin, bevor er in den Jahren 1813–1814 an den Befreiungskriegen teilnahm. Im Jahre 1816 wurde er als Rittmeister aus dem Preußischen Armee entlassen und Regierungsrat in Koblenz. Noch im gleichen Jahr wurde er Regierungsvizepräsident des Regierungsbezirks Stettin im pommerschen Stettin, wo er bis 1832 amtierte. Ab 1824 gehörte er dem neugebildeten Provinziallandtag der Provinz Pommern an.
Von 1832 bis 1834 war von Bonin Regierungspräsident des Regierungsbezirks Köslin im hinterpommerschen Köslin und wechselte im gleichen Amt von 1834 bis 1835 in den Regierungsbezirk Merseburg in der provinzsächsischen Stadt Merseburg.
In der Zeit von 1835 bis zu seinem Tode 1852 war von Bonin Oberpräsident der Provinz Pommern und gleichzeitig Regierungspräsident des Regierungsbezirks Stettin. 1843 wurde er zum Wirklichen Geheimrat mit der Anrede Exzellenz ernannt.

### Familie
Er heiratete am 21. Oktober 1826 in Berlin Hedwig Luise Frederike Albertine von Kamptz (* 16. Oktober 1803; † 16. Mai 1868), Tochter des Ministers Karl Albert von Kamptz. Das Paar hatte folgende Kinder:
- Frederike Hedwig Wilhelmine Karoline (* 4. September 1827; † 15. September 1843)
- Otto Karl Friedrich Fürchtegott (* 22. Januar 1831; † 7. September 1892), Herr auf Schönberg
- Karl Wilhelm Eduard (* 21. März 1832; † 31. März 1880), preußischer Oberstleutnant ⚭ Antoniette Julie Machiels (* 9. Juli 1845)
- Wilhelm Ludwig Swantus (* 11. Mai 1836; † 24. August 1886), Premier-Lieutenant a. D.
- Ludwig Karl Wilhelm (* 22. Juli 1839; † 15. Februar 1840)
- Luise Hedwig Wilhelmine Fürchtegott (* 22. Oktober 1846; † 14. November 1921) ⚭ Gustav von Hagen (* 26. Juli 1839; † 20. Juli 1899)[3], Herr auf Langen

Nach dem Tod ihres Mannes heiratete die Witwe den preußischen General Otto von Bonin.